# 동강 제장마을
강원특별자치도 정선군 신동읍 덕천리 동강변에 있는 작은 마을인 동강 제장마을은 돌너와집과 희귀 동식물 서식지로 유명한 곳이다.

## 개요
제장마을은 원래 평창군 동면 지역에 속했던 곳으로, 고종32년(1895년)에 정선군으로 편입되었다. 그 후 1914년 일제에 의한 행정구역 통폐합에 따라 소골(所洞), 바새(所沙), 연포(硯浦), 제장(堤場)을 병합하여 큰 산을 뜻하는 덕산(德山)과 내(川)의 이름을 따서 덕천리(德川里)라 하였다.
제장마을은 물굽이가 심한 모퉁이마다 모래가 퇴적된 지형이라 오래전부터 터전을 일구고 농사를 지으며 살았던 흔적이 곳곳에 남아 있다. 그리고 이곳에서는 신석기시대의 유적이 대량 발견되었으며, 지금도 깨진 토기 조각이 흔히 발견된다고 한다. 또한 고인돌, 적석총 등의 유적이 남아 있으며, 앞으로도 유물이 더 나올 가능성이 있다고 한다.
1960년대에는 뗏목을 엮어 목재를 운송하던 사람들이 쉬어가던 객주집이 동강 제장마을 강변에 즐비했다고 한다. 천연기념물 어름치, 수달 등 각종 멸종위기동식물이 서식하고 있으며, 당도 높은 포도의 산지이기도 하다. 마을 주민들은 주로 고추, 옥수수, 감자 등의 밭농사를 지으며 살고 있다.

## 보존 사업
한국내셔널트러스트는 2004년 6월 29일 시민성금으로 제장마을 면적 중 17,166m2를 확보하여 보전하고 있다. 그리고 2005년에는 시민성금을 통해‘스트로베일’공법을 이용한 친환경 생태건축물인 ‘동강사랑(東江舍廊)’을 건립하여 한국내셔널트러스트 동강사무소로 운영하고 있다.